# Rajdavița, Kiustendil
Rajdavița (în bulgară Раждавица) este un sat în comuna Kiustendil, regiunea Kiustendil,  Bulgaria. 

## Demografie
Componența etnică a satului Rajdavița
     Bulgari (99,28%)
     Nicio identificare (0,71%)
     Altele (0%)
La recensământul din 2011, populația satului Rajdavița era de 278 locuitori. Din punct de vedere etnic, majoritatea locuitorilor (99,28%) erau bulgari. Pentru 0,71% din locuitori nu este cunoscută apartenența etnică.